# Etorphin
Etorphin (M99) ist ein halbsynthetischer Verwandter des Morphins mit einer außergewöhnlich hohen analgetischen Potenz, die etwa das 1000- bis 3000-fache des Morphins beträgt. Es wird eingesetzt zur Immobilisierung großer Wildtiere, zum Beispiel von Elefanten und anderer Großsäuger. Etorphin ist ausschließlich für den Veterinärgebrauch zugelassen. Ein naher Verwandter, das durch Hydrierung der Doppelbindung darstellbare, noch wirksamere Dihydroetorphin, wird vorerst nur in China als Schmerzmittel in der Humanmedizin verwendet.
Etorphin wurde im Jahr 1963 von Bentley und Hardy erstmals synthetisiert und kann aus der Ausgangssubstanz Thebain gewonnen werden.
Diprenorphin (M5050) ist ein potenter Opioidrezeptor-Antagonist und kann eingesetzt werden, um die Wirkung von Etorphin zu neutralisieren (Faktor 1:1,3). Eine Zubereitungsvariante speziell für Großtiere (Large Animal Immobilon) enthält zusätzlich Azepromazinmaleat, der dazugehörige Antagonist Large Animal Revivon besteht hauptsächlich aus Diprenorphin.
Beim Immobilisieren großer Wildtiere sollte eine zweite Person bereitstehen, die mit der verwendeten Substanz und möglichen Gegenmaßnahmen (hier: Gegenmittel Naloxon) vertraut ist, falls der Tierarzt sich beim Hantieren mit der Injektionsspritze versehentlich selbst Etorphin zuführt; bereits eine geringe Menge könnte durch schnell einsetzende Atemdepression tödlich wirken.
Etorphin ist bei der praktischen Anwendung kein sicheres Narkotikum. Manche Wildtiere überleben nur in 90 % der Anwendungsfälle, was zu einer sehr sensiblen Dosierung zwingt; andererseits ist eine Unterdosierung für die Behandelnden lebensgefährlich.

## Rechtsstatus in Deutschland
Etorphin ist in der Bundesrepublik Deutschland aufgrund seiner Aufführung in der Anlage 3 BtMG ein verkehrsfähiges und verschreibungsfähiges Betäubungsmittel. Es existieren aktuell jedoch keine Fertigarzneimittel. Der Umgang ohne Erlaubnis oder Verschreibung ist grundsätzlich strafbar. Weitere Informationen sind im Hauptartikel Betäubungsmittelrecht in Deutschland zu finden.

## Medienpräsenz
In der Fernsehserie Dexter (auch in Dexter: Original Sin) wird M99 vom Protagonisten und Serienmörder Dexter Morgan dazu verwendet, seine Opfer mit einer Injektion zu betäuben. Das Beruhigungsmittel wirkt dabei innerhalb weniger Sekunden und ermöglicht es ihm, seine Opfer für mehrere Stunden ruhigzustellen. Sowohl in der Fernsehserie The Vampire Diaries findet Etorphin in Staffel 5, Episode 6 Verwendung, als auch über diverse Folgen verteilt in der Fernsehserie Scandal. Auch in der Fernsehserie  Lewis – Der Oxford Krimi, Folge „Stimmen aus dem Jenseits“ wird Ethorphin für mehrere Morde verwendet.
Im Roman Eifel-Filz von Jacques Berndorf wird ein M99-Margarine-Gemisch auf zwei Armbrustpfeile gestrichen, um anschließend damit zwei Menschen zu töten. Ebenso wird M99 in Blue Bloods in Staffel 2, Folge 7 verwendet um eine Person zu betäuben und anschließend zu erdrosseln. Im US-amerikanischen Science-Fiction-Actionfilm Meg wird Etorphin zur Tötung eines Megalodon eingesetzt.

## Handelsnamen
- Novartis: M99 (ZA), Wildlife Pharmaceuticals: Captivon (ZA)
- Fixe Kombination mit Acepromazin: Novartis: Large Animal Immobilon (UK)